# Clément de Hemptinne
Louis-Clément de Hemptinne, né à Jauche le 25 septembre 1778 et mort le 16 février 1853, est un homme politique belge.

## Biographie
Louis-Clément de Hemptinne est le fils de Jean-Lambert de Hemptinne, bailli et notaire, mayeur de la baronnie de Jauche, et de Jeanne Drouin. Il est le frère d'Auguste-Donat et de Félix-Joseph De Hemptinne.
Docteur en médecine de la faculté de Paris en 1803, il est médecin et notaire.

## Fonctions et mandats
- Membre du Congrès national : 1830-1831
- Bourgmestre de Jauche : 1831-1853

## Sources
- Carl BEYAERT, Biographies des membres du Congrès national, Brussel, 1930, p. 52
- G. VANDY, Une branche méconnue de la famille de Hemptinne, celle de Jauche-la-Marne, in: Le Parchemin, n° 229, p. 43-53.